# Koningspaleis
Het Koningspaleis, het Koningshuis of het Palazzo Renense is een voormalig koninklijk paleis in Rhenen in de Nederlandse provincie Utrecht.  De opdracht tot de bouw van het paleis was gegeven door het keurvorstelijk paar Elizabeth Stuart en Frederik V van de Palts, die ook de titel van koning van Bohemen voerde.

## Geschiedenis
Na de Slag op de Witte Berg vluchtte de Duitse keurvorst Frederik V van de Palts samen met zijn vrouw Elizabeth Stuart en hun hofhouding naar de Nederlanden. In 1613 deed het paar voor het eerst de plaats Rhenen aan waarbij ze verbleven in het Agnietenklooster. In 1628 stelde Frederik V de verbouwplannen van het klooster voor en een jaar later gaven de Staten van Utrecht toestemming aan de keurvorst om het gebouw en de omliggende gronden aan te kopen voor 10.000 gulden. Dit bedrag hoefden zij, of hun nakomelingen, pas te voldoen wanneer ze het paleis verkochten.
Voor de grootschalige verbouwing trok het keurvorstelijk paar de Haagse schilder en architect Bartholomeus van Bassen aan. In 1631 was de verbouwing voltooid. In de tijd dat het Koningspaleis gebruikt werd door het keurvorstelijk paar hing de helft van hun schilderijencollectie (127 in totaal) in hun paleis in Rhenen. De keurvorst overleed al in 1632, maar Elizabeth Stuart bleef daarna nog jarenlang gebruikmaken van het paleis tot haar vertrek naar Engeland in 1660. Via vererving kwam het paleis later in handen van het koningshuis van Hannover en later dus ook het Engelse koningshuis.
In 1794 deed het Koningspaleis dienst als militair hospitaal voor Engelse soldaten en ten slotte werd het gebouw voor sloop verkocht in 1812.

## Beschrijving
Het Koningspaleis had een langgerekte u-vorm, het telde twee verdiepingen en kende nog een kapverdieping. De topgevels hiervan waren in de trant van Hans Vredeman de Vries uitgevoerd. De naar het noorden gerichte gevel was het rijkst versierd. De vensters kende doorbroken frontons en waren uitgevoerd volgens de maniëristische bewerkingstraditie.